# MTF Nº1 koljoza im. Lénina
MTF Nº1 koljoza im. Lénina (del ruso: МТФ № 1 колхоза им. Ленина) es un posiólok del raión de Beloréchensk del krai de Krasnodar, en Rusia. Se sitúa  en la orilla derecha del río Psenafa, tributario del Labá, afluente del río Kubán, 5 km al norte de Beloréchensk y 71 km al sureste de Krasnodar, la capital del krai. Tenía 77 habitantes (2011).
Pertenece al municipio Rodnikóvskoye.